# Flanagan (personnage)
Pour les articles homonymes, voir Flanagan.
Flanagan est un personnage de roman créé par Andreu Martín et Jaume Ribera. Flanagan est un adolescent qui aime essayer de résoudre des mystères, et est pour cette raison considéré par son entourage comme un détective.

## Livres
La version originale de la série « Flanagan » est en catalan. Cette série a débuté en 1987, et le dernier roman en date est paru en 2015. La série n'a été que partiellement traduite en français.
| Version originale (catalan)                  | Version française                                                                         |
| -------------------------------------------- | ----------------------------------------------------------------------------------------- |
| 1987 : No demanis llobarro fora de temporada | 1990 : La sardine Éditions Hachette, Collection bibliothèque verte policière n°806        |
| 1990 : Tots els detectius es diuen Flanagan  | 1995 : Tous les détectives s'appellent Flanagan Éditions Gallimard, Collection Page Noire |
| 1993 : No te'n rentis les mans, Flanagan     |                                                                                           |
| 1994 : Flanagan de luxe                      | 1997 : Flanagan de luxe Éditions Gallimard, Collection Page Noire                         |
| 1996 : Alfagann és Flanagan                  | 1998 : Alfagann c'est Flanagan Éditions Gallimard, Collection Page Noire                  |
| 1997 : Flanagan Blues Band                   | 2004 : Enfer et Flanagan Éditions Gallimard, Collection Scripto                           |
| 1998 : Flanagan 007                          |                                                                                           |
| 2000 : Només Flanagan                        |                                                                                           |
| 2002 : Els vampirs no creuen en Flanagans    |                                                                                           |
| 2004 : El diari vermell de Flanagan          |                                                                                           |
| 2005 : Jo tampoc em dic Flanagan             |                                                                                           |
| 2009 : Flanagan Flashback                    |                                                                                           |
| 2015 : Els bessons congelats                 |                                                                                           |

Flanagan évolue et grandit au fil des romans, contrairement à d'autres séries de roman mettant en scène un ou plusieurs jeunes détectives amateurs (comme Le Club des Cinq). Alfagann c'est Flanagan se déroule ainsi 6 mois après Flanagan de luxe.